# Franca
Franca je žensko osebno ime, pa tudi (primorski) priimek: Franca (priimek).

## Izvor imena
Ime Franca je različica ženskega osebnega imena Frančiška.

## Pogostost imena
Po podatkih Statističnega urada Republike Slovenije je bilo na dan 31. decembra 2007 v Sloveniji število ženskih oseb z imenom Franca: 98.

## Osebni praznik
V koledarju je ime Franca skupaj z imenom Frančiška.